# Andreas Vorholt
Andreas Vorholt (* 1982 in Haselünne) ist ein deutscher Chemiker und ist derzeit Arbeitsgruppenleiter am Max-Planck-Institut für Chemische Energiekonversion. Er lehrt an der RWTH Aachen und der TU Dortmund im Bereich der Technischen Chemie.

## Leben
Andreas Vorholt studierte an der TU Dortmund und an der University of Queensland Chemie zwischen 2003 und 2008. Er schloss ebenfalls 2011 einen Master in Wirtschaftswissenschaften an der TU Dortmund ab. Zwischen 2009 und 2011 promovierte er an der zum Thema Biomonomer aus Carbonylierungen von Fettstoffen an der Fakultät Bio&Chemieingenieurwesen. Er habilitierte im Fach Technische Chemie am Lehrstuhl von Arno Behr zum Thema „Green Process Design“ im Fachbereich Bio- und Chemie-Ingenieurwesen der TU Dortmund.

## Arbeitsschwerpunkte
Er arbeitet mit seiner Arbeitsgruppe an neuen katalytischen Umsetzungen in Miniplants. Die Erzeugung von Energieträgern über neue Synthesewege, wie Treibstoffe oder Methanol sind Schwerpunkte der Arbeitsgruppe. Des Weiteren ist das Verständnis von Recycling von Katalysatoren und dem Verständnis von Deaktivierungsprozessen von großer Bedeutung für die Umsetzung der erforschten Prozesse. Zum Einsatz kommen dabei spektroskopische Methoden und Endoskope, die unter Reaktionsbedingungen arbeiten können.

## Publikationen
Er veröffentlichte über 100 Publikationen, zwei Bücher, sowie mehr als acht Patente.

## Auszeichnungen
- 2022: Dechema-Preis der DECHEMA Gesellschaft für Chemische Technik und Biotechnologie
- 2018: Jochen-Block-Preis der deutschen Gesellschaft für Katalyse (GeCats),[12]
- 2017: Carl-Zerbe-Preis der DGMK
- 2017: Hochschullehrer-Nachwuchspreis der DECHEMA im Fach Technische Chemie 2017[13]
- 2016: H.P.-Kaufmann-Preis der Gesellschaft für Fettwissenschaft (DGF) 2016[14]